# Vincenzo Foppa

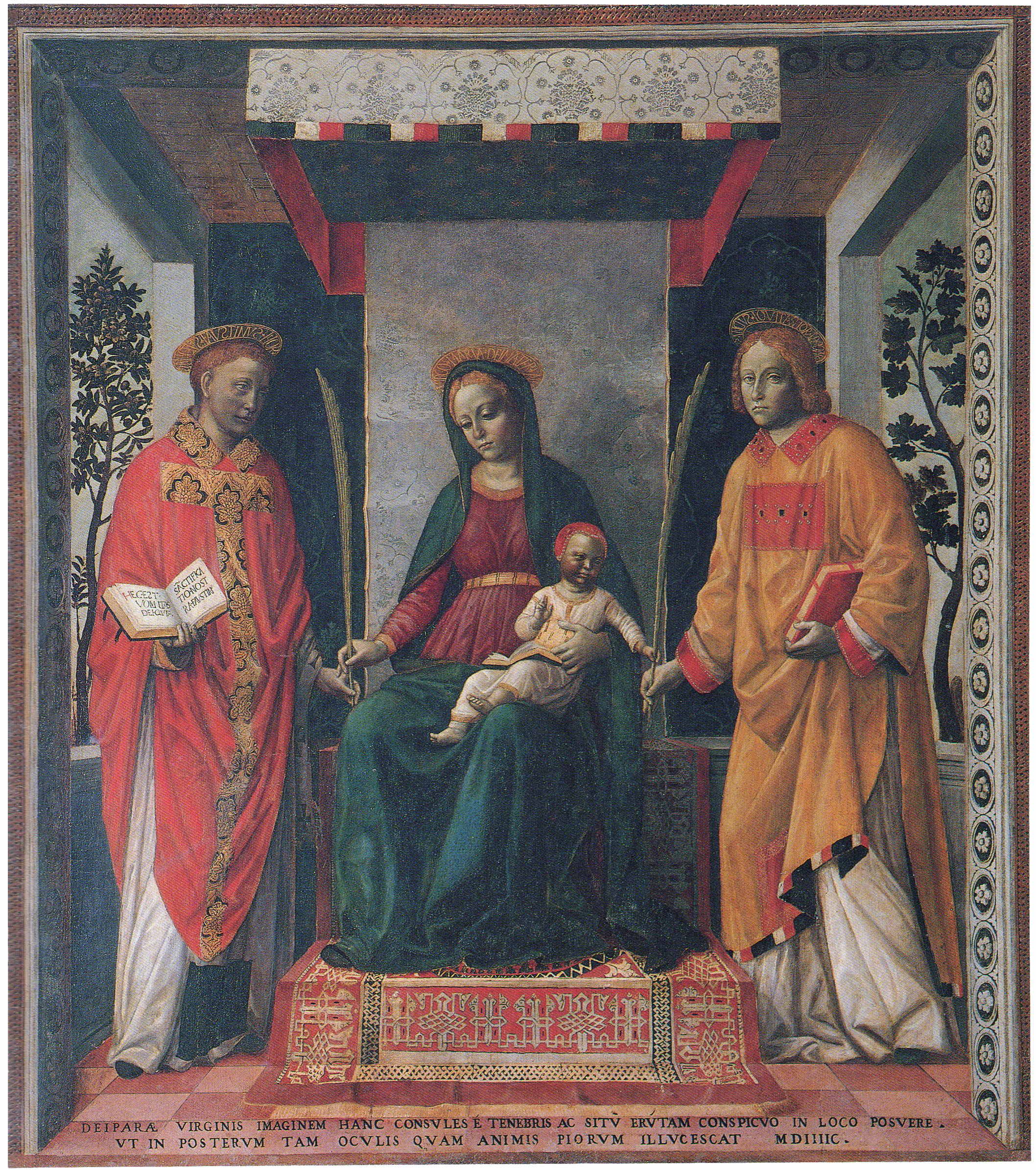
Sv. Faustinus a sv. Jovita

Vincenzo Foppa (asi 1430 Bagnolo Mella – asi 1515 Brescia) byl severoitalský renesanční malíř.
Narodil se blízko města Brescia v benátské republice a kolem roku 1456 se usídlil v Pavii. Ve službách milánských vévodů se vypracoval na prominentního lombardského malíře. Roku 1489 se vrátil do Brescii. Jeho styl ukazuje vliv Castagna a Crivelliho. Giorgio Vasari tvrdil, že studoval malbu v Padově, kde byl silně ovlivněn Mantegnou.
Během svého života se stal vysoce uznávaným, zvláště pro svou schopnost uplatnit v malbě perspektivu. Jeho nejlepší díla zahrnují fresky v pinakotéce Brera v Miláně a Utrpení sv. Šebestiána a Ukřižování (1435) v Accademia Carrara v Bergamu. Mnoho jeho prací bylo ztraceno. Svou tvorbou ovlivnil Civerchia a Romanina.